# Albiorix anophthalmus
Albiorix anophthalmus är en spindeldjursart som beskrevs av William B. Muchmore 1999. Albiorix anophthalmus ingår i släktet Albiorix och familjen Ideoroncidae. Inga underarter finns listade i Catalogue of Life.